# Kościół św. Teresy od Dzieciątka Jezus w Warszawie
Kościół św. Teresy od Dzieciątka Jezus – świątynia rzymskokatolicka znajdująca się przy ul. Tamka 4 na warszawskim Powiślu. 
Świątynia jest kościołem parafialnym parafii św. Teresy od Dzieciątka Jezus, w dekanacie śródmiejskim archidiecezji warszawskiej. 

## Historia
Parafia została erygowana w 1938 r., przez J.E. arcybiskupa metropolitę warszawskiego prymasa Królestwa Polskiego kardynała Aleksandra Kakowskiego. Kamień węgielny pod budowę kościoła został poświęcony w październiku 1931 r. 17 kwietnia 1938 r., dokonano poświęcenie nowej świątyni pod wezwaniem Zmartwychwstania Pańskiego. 
Świątynia została wzniesiona w stylu modernistycznym według projektu Konstantego Jakimowicza.
Na pierwszego proboszcza wyznaczono zaś ks. Stanisława Żelazowskiego.
W czasie II wojny światowej, świątynia uległa poważnym zniszczeniom w trakcie działań obronnych we wrześniu 1939. Podczas powstania warszawskiego, 27 sierpnia 1944, świątynia została zbombardowana przez Luftwaffe. Pod gruzami zginęło kilkadziesiąt osób.
Po wojnie przez wiele lat trwała odbudowa świątyni z datków wiernych. Uroczystej konsekracji odbudowanego kościoła dokonał 3 października 1969 r., J.E. arcybiskup metropolita warszawski prymas polski kardynał Stefan Wyszyński. W akcie konsekracyjnym Ksiądz Prymas nadał jednocześnie kościołowi i parafii jeden tytuł – św. Teresy od Dzieciątka Jezus.

### Proboszczowie
- Ks. Stanisław Żelazowski (1938–1944)
- Ks. Leon Pawlina (1945–1946)
- Ks. Tadeusz Romaniuk (1946–1949)
- Ks. Jerzy Modzelewski (1949–1953)
- Ks. Bolesław Rosiński (1953–1960)
- Ks. Bronisław Piórkowski (1960–1986)
- Ks. Mieczysław Nowak (1986–1991)
- Ks. prałat Ryszard Kazimierz Lewandowski (1991–2015)
- Ks. Mirosław Kreczmański (od 2015)

## Na terenie parafii działają
- Kaplica Stowarzyszenia Dzieci Maryi pw. Matki Bożej Niepokalanej Cudownego Medalika (ul. Radna 14)
- Apostolat Maryjny w Polsce (ul. Radna 14)
- Ośrodek Duszpasterstwa dla Obcokrajowców (ul. Radna 14)
- Kościół pw. św. Kazimierza Królewicza - Sióstr Szarytek (ul. Tamka 35)
- Kaplica pw. Matki Bożej Dobrej Rady - Sióstr Urszulanek SJK (ul. Wiślana 2)
- Bursa Salezjańska dla Młodzieży Męskiej im. ks. Siemca (ul. Wiślana 6)